# Kollodiumpapier

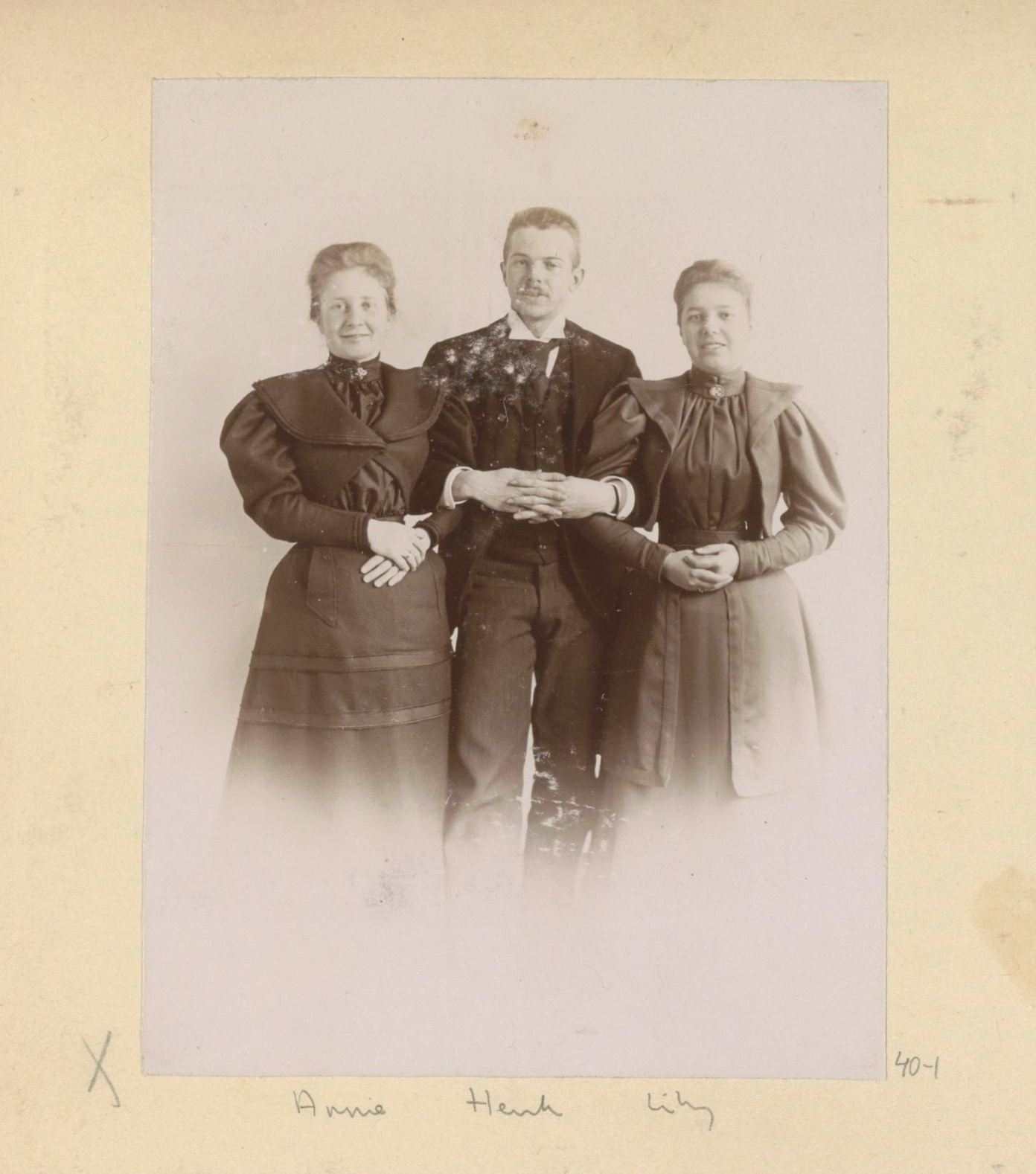
Abzug auf Kollodiumpapier. Typisch ist das helle Weiß und die starke Anfälligkeit für Verkratzungen

Kollodiumpapier (auch Zelloidinpapier, Celloidin, Cellofix) ist ein historisches Auskopierpapier für fotografische Abzüge. Es war von etwa 1865 bis 1920 verbreitet und wurde zwischen 1885 und 1920 häufig eingesetzt.

## Beschreibung
Die Emulsion wird aus drei Stammlösungen angesetzt, die jeweils Kollodium, Salz (Lithium oder Calciumchlorid) und Silbernitrat enthalten. Diese werden in einem Spannrahmen auf barytiertes Papier aufgegossen. Die Verarbeitung ist identisch mit der des Albuminpapiers. Neben der Verwendung als Kopierpapier war es auch möglich, das Bild nur anzukopieren und dann zu entwickeln.

## Geschichte
Nach der Entwicklung der Kollodiumplatte war es naheliegend, Kollodium auch für Kopierpapier zu nutzen. Der Engländer George Wahrton Simspon stellte 1864 das Kollodiumpapier erstmals vor. Seine Vorzüge gegenüber dem Albuminpapier, es ist länger haltbar und dreimal so empflich, machten es schnell populär. Bereits 1967 kam von Hand vorgefertigtes Papier in den Handel. Ab 1885 wurde es industriell produziert, als Rollenpapier mit Bahnlängen von bis zu einem Kilometer.

## Restauratorische Aspekte
Der Zustand von Kollodiumpapier ist oft sehr gut. Im Gegensatz zu Albuminpapier vergilbt es kaum, kann jedoch auch ausbleichen. Die Oberfläche ist sehr kratzempfindlich. Anhand des geringen Gelbstichs sowie der scharfen Kanten der Kratzer kann es identifiziert und von Albuminpapier unterschieden werden. Von als Auskopierpapier verwendetem Chlorsilbergelatinepapier kann es visuell kaum unterschieden werden. Kratzer sind bei diesem jedoch weniger scharf in den Kanten. Kollodiumpapier darf nicht mit Alkohol gereinigt werden, da es von diesem aufgelöst wird.